# 60e Assemblée générale de l'Île-du-Prince-Édouard
La 60e Assemblée générale de l'Île-du-Prince-Édouard fut en séance du 3 janvier 1997 au 21 mars 2000. Le Parti conservateur dirigé par Pat Binns forma le gouvernement.
Wilbur MacDonald fut élu président.
Il y eut trois sessions à la 60e Assemblée générale :
| Session | Début            | Fin              |
| ------- | ---------------- | ---------------- |
| 1re     | 3 janvier 1997   | 11 juin 1997     |
| 2e      | 12 novembre 1998 | 8 juin 1999      |
| 3e      | 16 novembre 1999 | 16 novembre 1999 |

## Membres
| Circonscription               | Circonscription | Membre de l'assemblée               | Parti        |
| ----------------------------- | --------------- | ----------------------------------- | ------------ |
| Alberton-Miminegash           |                 | Hector MacLeod                      | Libéral      |
| Belfast-Pownal Bay            |                 | Wilbur MacDonald                    | Conservateur |
| Borden-Kinkora                |                 | Eric Hammill                        | Conservateur |
| Cascumpec-Grand River         |                 | Keith Milligan                      | Libéral      |
| Charlottetown-Kings Square    |                 | Wayne Cheverie Richard Brown (1997) | Libéral      |
| Charlottetown-Rochford Square |                 | Paul Connolly                       | Libéral      |
| Charlottetown-Spring Park     |                 | Wes MacAleer                        | Conservateur |
| Crapaud-Hazel Grove           |                 | Norman MacPhee                      | Conservateur |
| Evangeline-Miscouche          |                 | Robert Maddix                       | Libéral      |
| Georgetown-Baldwin's Road     |                 | Michael Currie                      | Conservateur |
| Glen Stewart-Bellevue Cove    |                 | Pat Mella                           | Conservateur |
| Kensington-Malpeque           |                 | Mitch Murphy                        | Conservateur |
| Montague-Kilmuir              |                 | Jim Bagnall                         | Conservateur |
| Morell-Fortune Bay            |                 | Kevin MacAdam                       | Conservateur |
| Murray River-Gaspereaux       |                 | Pat Binns                           | Conservateur |
| North River-Rice Point        |                 | Ron MacKinley                       | Libéral      |
| Park Corner-Oyster Bed        |                 | Beth MacKenzie                      | Conservateur |
| Parkdale-Belvedere            |                 | Chester Gillan                      | Conservateur |
| Sherwood-Hillsborough         |                 | Elmer MacFadyen                     | Conservateur |
| Souris-Elmira                 |                 | Andy Mooney                         | Conservateur |
| St. Eleanors-Summerside       |                 | Nancy Guptill]                      | Libéral      |
| Stanhope-East Royalty         |                 | Jamie Ballem                        | Conservateur |
| Tignish-Deblois               |                 | Robert Morrissey                    | Libéral      |
| Tracadie-Fort Augustus        |                 | Mildred Dover                       | Conservateur |
| West Point-Bloomfield         |                 | Herb Dickieson                      | NPD          |
| Wilmot-Summerside             |                 | Greg Deighan                        | Conservateur |
| West Royalty-Springvale       |                 | Don MacKinnon                       | Conservateur |